# Demetri Martin
Pour les articles homonymes, voir Martin (nom de famille).
Demetri Martin, né le 25 mai 1973 à New York, est un humoriste, acteur, musicien, artiste et auteur américain. Il joue, écrit et se produit sur la scène comique. Il écrit également un livre et plusieurs scénarios. Il vit actuellement à New York.

## Biographie
Sa mère, Lillian, est nutritionniste et son père, Dean Martin, est un prêtre orthodoxe d'origine grecque. Sa famille a dirigé un restaurant, le Sand Castle, à Beachwood, New Jersey. Il obtient un diplôme de l'Université Yale en 1995.

Malgré des objections de sa famille, il arrête ses études juste avant d'avoir un diplôme en droit de l'Université de New York, pour poursuivre une carrière dans la comédie. Martin dira de l'événement : 

« Il est étrange de prendre une décision que chacun dans votre vie désapprouve, assez vocalement et directement. Ils ont dit : "Il te reste un an. Fais-le juste." J'avais une bourse complète donc je n'avais pas à payer pour cela. Ils ont demandé : "Pourquoi tu n'obtiens pas juste le diplôme pour l'avoir ?" Et j'ai dit : "Vous ne comprenez pas. J'essayais de comprendre ce que je voulais faire et maintenant je le sais. J'ai la réponse et je ne veux plus désormais gaspiller davantage de temps." »

## Carrière
Il s’est produit dans une majorité de pays anglophones (sauf en Afrique du Sud et en Nouvelle-Zélande). Il a reçu des prix pour ses spectacles en Amérique, en Écosse et en Australie. Il a participé à des shows télévisés, sur scène et dans le public.
De 2003 à 2004, il se consacre à l'écriture de Late Night with Conan O'Brien. Il écrit et se produit dans le Daily Show with Jon Stewart. Il a sorti un CD comique intitulé These Are Jokes (Ce sont des blagues) et un DVD intitulé Demetri Martin. Person. (Demetri Martin. Une personne.).
Demetri Martin écrit, produit et joue dans la série Important Things with Demetri Martin (Des choses importantes avec Demetri Martin) sur la chaîne Comedy Central.
Le 2 septembre 2007, Martin apparait dans la dernière saison de HBO de la série Flight of the Conchords. Il apparait comme un acteur nommé Demetri.
Il fait une apparition dans le film le The Rocker  mettant en vedette Rainn Wilson.
Il est choisi par Ang Lee pour tenir le rôle principal dans son film Hôtel Woodstock : il y est Elliot Tiber, un artiste gay qui a renoncé à ses ambitions dans la ville de Los Angeles pour se déplacer dans le fin fond de l'État et aider ses parents âgés qui dirigent leur motel depuis 20 ans.
Il apparaîtra aussi dans le film Une soirée d'enfer, dans qui il incarne un salarié de Goldman Sachs.
Il a aussi signé pour jouer Paul DePodesta dans l'adaptation du film sur le livre Moneyball, mais c'est finalement Jonah Hill qui tiendra ce rôle.

## Son style comique
On connaît Martin pour être un comique non conventionnel. Il utilise le jeu de mots vaste et bien choisis, des dessins sur « une grande protection », aussi bien que l'accompagnement de ses plaisanteries avec la musique sur la guitare, l'harmonica, le piano, le clavier, le glockenspiel, des cloches de jouet, ou sur le tambourin - parfois subitement. Son style inclut beaucoup de plaisanteries rapides (one-liner en anglais), par opposition à de longues histoires.

## Anecdote
- Il est allergique aux noix[5].

## Œuvres

### Discographie
- Invite Them Up (2005)
- These Are Jokes (2006)
- Demetri Martin. Person. (2007)

### Filmographie
| Année | Titre                                | Personnage                   | Détails                                                                          |
| 2002  | Analyze That                         | Personal Assistant           | credited as "Demitri Martin"                                                     |
| 2003  | If I                                 | Himself                      | British television spécial, also writer                                          |
| 2004  | 12:21                                | Himself                      | short film, also writer                                                          |
| 2007  | "Someone to Love"                    | Seth Shapiro                 | Fountains of Wayne music video                                                   |
| 2007  | Flight of the Conchords (TV series)  | Demetri                      | Season 1, épisode 12                                                             |
| 2008  | The Rocker                           | Kip (a music video producer) |                                                                                  |
| 2009  | Young Americans                      | Goldman Sachs Employee       | supporting role                                                                  |
| 2009  | Post Grad                            | Ad Exec                      |                                                                                  |
| 2009  | Moon People                          |                              | rôle principal et auteur                                                         |
| 2009  | Hôtel Woodstock                      | Elliot Tiber                 | rôle principal                                                                   |
| 2009  | Important Things with Demetri Martin | Himself / Various            | rôle principal, auteur, créateur de la série, producteur exécutif et compositeur |
| 2011  | Une soirée d'enfer                   | Carlos                       |                                                                                  |
| 2011  | Contagion                            | Dr David Eisenberg           |                                                                                  |
| 2014  | Sequoia                              | Steve                        |                                                                                  |

## Prix et nominations
| Year | Award                          | For                                        | Category                                                    | Result    | Other notes |
| 2003 | Perrier Comedy Award           | If I                                       |                                                             | Won       | At the Edinburgh Festival Fringe |
| 2004 | Emmy Awards                    | Late Night with Conan O'Brien              | Outstanding Writing for a Variety, Music, or Comedy Program | Nominated | Shared with Mike Sweeney (head writer), Chris Albers, Jose Arroyo, Andy Blitz, Kevin Dorff, Daniel J. Goor, Michael Gordon, Brian Kiley, Michael Koman, Brian McCann, Guy Nicolucci, Conan O'Brien, Allison Silverman, Robert Smigel, Brian Stack, Andrew Weinberg |
| 2005 | Writers Guild of America Award | Late Night with Conan O'Brien              | Comedy/Variety (Including Talk) - Series                    | Won       | Shared with Mike Sweeney (head writer), Chris Albers, Jose Arroyo, Andy Blitz, Kevin Dorff, Daniel J. Goor, Michael Gordon, Brian Kiley, Michael Koman, Brian McCann, Guy Nicolucci, Conan O'Brien, Allison Silverman, Robert Smigel, Brian Stack, Andrew Weinberg |
| 2006 | Barry Award                    | Dr. Earnest Parrot Presents Demetri Martin |                                                             | Won       | Award for best show at the Melbourne International Comedy Festival |